# Kawir
Kawir je řecká pagan/black metalová kapela, která byla založena roku 1993 ve městě Athény. Mezi zakládající členy patřili Mentor (kytara, vokály, později přijal přezdívku Thertonax) a Necroabysious (tehdy vokály).
Texty kapely jsou zaměřeny na historii Řecka (antika), většina z nich jsou starořecké chvalozpěvy na dávná božstva.
Debutní studiové album s názvem Προς Κάβειρους (To Cavirs) vyšlo roku 1997.

## Diskografie
Dema
- Promo '93 (1993)

Studiová alba
- Προς Κάβειρους (To Cavirs) (1996)
- Epoptia (1999)
- Arai (2005)
- Ophiolatreia (2008)[3]
- Ισόθεος (2012) - transkripcí Isótheos

EP
- Eumenides (1994)
- Προς Κάβειρους (To Cavirs) (1996)
- To Uranus (2010)

Kompilace
- Dei Kabeiroi (2006)
- Νυχτός τελετήσιν: 20 Years of Recordings (2014)

+ několik split nahrávek